# アルファポイント
株式会社アルファポイントは、名古屋市中区大須に本社を置き、広告代理事業・イベント＆プロモーション事業・ITソリューション事業・デザイン業務・旅行事業などを多角的に展開している企業。

## 概要
1982年に設立して以来、時代とともに事業を拡大し、現在は「広告代理事業」「イベント＆プロモーション事業」「ITソリューション事業」「デザイン事業」「旅行事業」を5つの柱として事業を展開している。
また、アルファポイントグループの中核企業でもある。

## 事業
広告代理事業
テレビ・ラジオ・新聞・各媒体の広告代理業務及び広告の企画・制作
イベント&プロモーション事業
行政・企業のイベント企画・制作・運営
ITソリューション事業
自社開発製品「サイトスタンパー」の販売、その他ITソリューションサービス
デザイン事業
グラフィックデザインからWebデザインまで、デザイン全般の制作
旅行事業
旅行代理業務及び海外研修、留学、航空券・ホテル手配、海外渡航のコーディネイト

## 関連会社
- 株式会社アルファシンキング
- 株式会社アイキューラボ
- 株式会社オーバーカム
- 株式会社アルファスポーツ
- 株式会社アルファワークス
- 株式会社ロコ
- 株式会社万松寺コンサルティング